# Aliaksandr Hlavatski
Aliaksandr Hlavatski, russifié en Aleksandr Glavatskiy,  (né le 2 mai 1970) est un athlète biélorusse, représentant d'abord l'Union soviétique, spécialiste du saut en longueur et du triple saut.

## Biographie
Ses records sont de 8,33 m à Sestrières le 7 août 1996 et de 17,53 m à Zurich le 12 août 1998.

### Palmarès
| Date | Compétition                    | Lieu       | Résultat | Épreuve          | Performance |
| ---- | ------------------------------ | ---------- | -------- | ---------------- | ----------- |
| 1993 | Championnats du monde          | Athènes    | 7e       | Saut en longueur | 7,95 m      |
| 1996 | Jeux olympiques                | Atlanta    | 7e       | Saut en longueur | 8,07 m      |
| 1997 | Championnats du monde en salle | Paris      | 9e       | Saut en longueur | 7,98 m      |
| 1997 | Championnats du monde          | Athènes    | 6e       | Saut en longueur | 8,03 m      |
| 1998 | Championnats d'Europe          | Budapest   | 4e       | Triple saut      | 17,22 m     |
| 1998 | Finale du Grand Prix IAAF      | Moscou     | 3e       | Triple saut      | 16,98 m     |
| 2001 | Championnats du monde en salle | Lisbonne   | 8e       | Triple saut      | 16,49 m     |
| 2002 | Championnats d'Europe en salle | Vienne     | 3e       | Triple saut      | 17,05 m     |
| 2002 | Championnats d'Europe          | Munich     | 6e       | Triple saut      | 16,86 m     |
| 2003 | Championnats du monde en salle | Birmingham | 7e       | Triple saut      | 16,66 m     |
| 2003 | Championnats du monde          | Paris      | 11e      | Triple saut      | 16,40 m     |

### Records
| Épreuve          | Épreuve      | Performance | Lieu       | Date           |
| ---------------- | ------------ | ----------- | ---------- | -------------- |
| Saut en longueur | En plein air | 8,33 m      | Sestrières | 7 août 1996    |
| Saut en longueur | En salle     | 8,10 m      | Gomel      | 12 août 1998   |
| Triple-saut      | En plein air | 17,53 m     | Zurich     | 7 août 1996    |
| Triple-saut      | En salle     | 17,19 m     | Gand       | 9 février 2003 |